# Дежој (Валча)
Дежој (рум. Dejoi) насеље је у Румунији у округу Валча у општини Фартацешти. Oпштина се налази на надморској висини од 268 m.

## Становништво
Према подацима из 2002. године у насељу је живело 183 становника, од којих су сви румунске националности.